# Frank Carlton
Pas d'image ? Cliquez ici

a Compétitions nationales et continentales officielles uniquement.

b Matchs officiels uniquement.
Frank Carlton, né le 21 mars 1936 et mort le 19 février 2009 est un ancien joueur de rugby à XIII anglais évoluant au poste d'ailier dans les années 1950 et 1960. Il a été international anglais et britannique. En club, il a évolué la majeure partie de sa carrière à St Helens RLFC avant de rejoindre les Wigan Warriors en fin de carrière. Il a été introduit au temple de la renommée du club de St Helens.